# ريدا وهاب
ريدا وئام وهاب (مواليد 14 فبراير 2004) هي لاعبة كرة قدم لبنانية، لعبت كمدافعة، ومثلت لبنان دولياً في عام 2021.

## مهنة دولية
قادت ريدا وهاب منتخب لبنان تحت 18 سنة في بطولة اتحاد غرب آسيا تحت 18 سنة 2019، وساعدت فريقها على الفوز بالبطولة. ظهرت لأول مرة في 8 أبريل 2021، وقد شاركت كبديل في بطولة ودية ضد المضيف أرمينيا.

## الحياة الشخصية
والدها، وئام وهاب، سياسي لبناني.

## الإنجازات
نجوم الرياضة
- الدوري اللبناني لكرة القدم للسيدات 2019–20
- المركز الثاني في بطولة اتحاد غرب آسيا للأندية للسيدات: 2019

لبنان تحت 18 سنة
- بطولة اتحاد غرب آسيا لكرة القدم للفتيات تحت 18 سنة: 2019.[4]

## روابط خارجية
- ريدا وهاب على موقع أف آي لبنان (FA Lebanon)
- ريدا وهاب على الأرشيف الرياضي العالمي